# Châtel-Montagne
Châtel-Montagne is een gemeente in het Franse departement Allier (regio Auvergne-Rhône-Alpes) en telt 427 inwoners (2004). De plaats maakt deel uit van het arrondissement Vichy.
De kerk Notre-Dame werd gebouwd in de 11e en 12e eeuw.

## Geografie
De oppervlakte van Châtel-Montagne bedraagt 36,4 km², de bevolkingsdichtheid is 11,7 inwoners per km².
De onderstaande kaart toont de ligging van Châtel-Montagne met de belangrijkste infrastructuur en aangrenzende gemeenten.

## Demografie
Onderstaande figuur toont het verloop van het inwonertal (bron: INSEE-tellingen).
Vanwege een beveiligingsprobleem met de MediaWiki Graph-software is het momenteel niet mogelijk deze grafiek weer te geven. Zodra de software is bijgewerkt zal de grafiek vanzelf weer zichtbaar worden.